# George Stillman Hillard

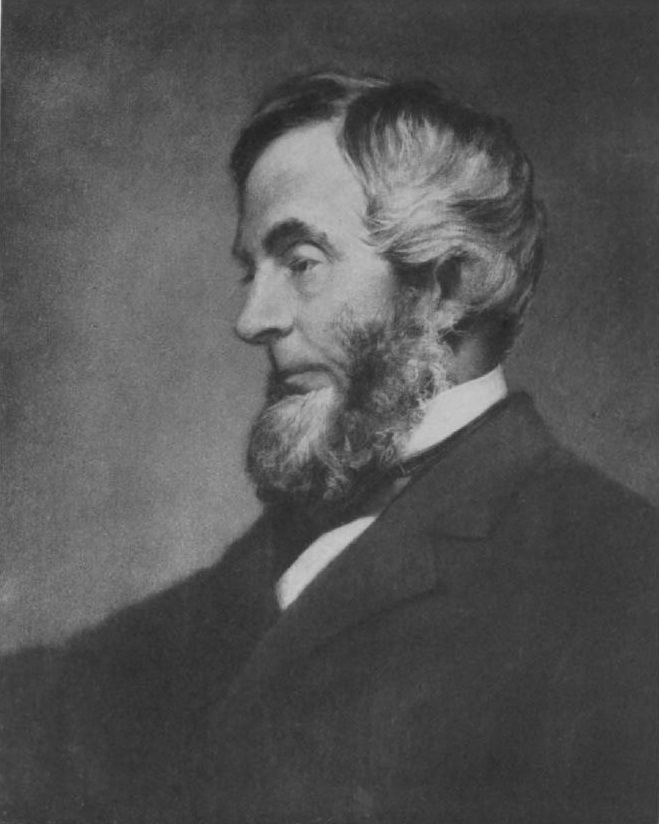
George Stillman Hillard

George Stillman Hillard (* 22. September 1808 in Machias, Maine; † 21. Januar 1879 in Boston, Massachusetts) war ein US-amerikanischer Anwalt und Politiker.

## Leben
Der im heutigen Maine geborene George Hillard erwarb Studienabschlüsse 1828 am Harvard College und 1832 an der Harvard Law School. Zwischenzeitlich dozierte er an der Round Hill School, einer kurzlebigen Schule in Northampton, Massachusetts, die sich unter anderem am deutschen Gymnasium orientierte. 1833 eröffnete Hillard gemeinsam mit Charles Sumner eine Anwaltskanzlei in Boston. 1836 wurde Hillard in das Repräsentantenhaus von Massachusetts gewählt und 1850 in den Senat von Massachusetts. 1853 war er Mitglied der Verfassungsgebenden Versammlung für Massachusetts. Von 1854 bis 1856 war er städtischer Bevollmächtigter (city solicitor) von Boston, von 1866 bis 1870 als Nachfolger von Richard Henry Dana Bundesstaatsanwalt für den Distrikt von Massachusetts. Hillard wurde von Daniel Webster gefördert und galt als herausragender Redner.
Hillard war umfangreich schriftstellerisch und herausgeberisch tätig. Ab 1833 gehörte er (gemeinsam mit George Ripley) zu den Herausgebern von The Christian Register, einer unitaristischen Wochenzeitung, ab 1834 von The American Jurist, einer 1843 eingestellten juristischen Fachzeitschrift, und von 1856 bis 1861 war er Teilhaber und Mitherausgeber von Courier, einem Bostoner Periodikum der United States Whig Party. Hillard gab 1839 eine fünfbändige Sammlung der Werke von Edmund Spenser heraus und 1856 eine Auswahl der Werke von Walter Savage Landor. Eigene Schriften waren unter anderem das zweibändige Six Months in Italy (1853) über seine Italienreise 1847, Memorial of Daniel Webster (1853) und Life and Campaigns of George B. McClellan (1864), Political Duties of the Educated Classes (1866) sowie (gemeinsam mit Ticknors Witwe) Life, Letters, and Journals of George Ticknor (1876).
1856 erhielt Hillard ein Ehrendoktorat (LL. D.) des Trinity College in Hartford, Connecticut, 1873 wurde er in die American Academy of Arts and Sciences gewählt.